# 44e cérémonie des Annie Awards
La 44e cérémonie des Annie Awards (44th Annie Awards), organisée par l'Association internationale du film d'animation, s'est déroulée le 4 février 2017 au Royce Hall (en) de l'Université de Californie à Los Angeles pour récompenser les films d'animation sortis en 2016. Elle est présentée par une équipe de dix présentateurs conduite par le sportif Kobe Bryant.

## Nominations
Le 28 novembre 2016, les nominations pour les prix Annie ont été annoncées. Zootopie a obtenu le plus grand nombre de nominations avec 11, suivi de Kubo et l'Armure magique avec 10.

## Palmarès

### Productions

#### Meilleur film d'animation
| Nom                                                 | Production                    | Résultat final |
| --------------------------------------------------- | ----------------------------- | -------------- |
| Kubo et l'armure magique (Kubo and the Two Strings) | Laika                         | Nomination     |
| Kung Fu Panda 3                                     | DreamWorks Animation          | Nomination     |
| Le Monde de Dory (Finding Dory)                     | Pixar                         | Nomination     |
| Vaiana : La Légende du bout du monde (Moana)        | Walt Disney Animation Studios | Nomination     |
| Zootopie (Zootopia)                                 | Walt Disney Animation Studios | Lauréat        |

#### Meilleur film d'animation indépendant
| Nom                                                             | Production                                                                      | Résultat final |
| --------------------------------------------------------------- | ------------------------------------------------------------------------------- | -------------- |
| Miss Hokusai (百日紅 〜Miss HOKUSAI〜, Sarusuberi MISS HOKUSAI) | Production I.G                                                                  | Nomination     |
| La Tortue rouge                                                 | Studio Ghibli, Wild Bunch, Why Not Productions                                  | Lauréat        |
| Tout en haut du monde                                           | Sacrebleu Productions, Maybe Movies, Norlum Studios, France 3 Cinéma, 2 minutes | Nomination     |
| Ma vie de Courgette                                             | Rita Productions, Blue Spirit Productions, Gebeka Films, KNM                    | Nomination     |
| Your Name (君の名は。, Kimi no na wa.)                          | CoMix Wave Films                                                                | Nomination     |

#### Meilleur programme spécial d'animation
| Nom                                                                          | Production                                           | Résultat final |
| ---------------------------------------------------------------------------- | ---------------------------------------------------- | -------------- |
| La 6e, la pire année de ma vie (Middle School: The Worst Years of My Life)   | CBS Films/J.P. Entertainment/Participant Media       | Nomination     |
| Audrie & Daisy                                                               | AfterImage Public Media, Actual Films (pour Netflix) | Nomination     |
| Kung Fu Panda: les secrets du rouleau (Kung Fu Panda: Secrets of the Scroll) | DreamWorks Animation                                 | Nomination     |
| Little Big Awesome                                                           | Titmouse, Inc et Amazon Studios                      | Nomination     |
| Pear Cider and Cigarettes                                                    | Massive Swerve Studios, Passion Pictures Animation   | Lauréat        |

#### Meilleur court métrage d'animation
| Nom                              | Production                                 | Résultat final |
| -------------------------------- | ------------------------------------------ | -------------- |
| Deer Flower                      | Studio ZAZAC                               | Nomination     |
| The Path (Séquence du titre)     | Acme Filmworks                             | Nomination     |
| Pearl                            | Google Spotlight Stories/Evil Eye Pictures | Nomination     |
| Piper                            | Pixar                                      | Lauréat        |
| Vaysha, l'aveugle (Blind Vaysha) | Office national du film du Canada          | Nomination     |

#### Meilleure publicité animée à la télévision
| Nom                                                                                                 | Production                         | Résultat final |
| --------------------------------------------------------------------------------------------------- | ---------------------------------- | -------------- |
| Duelyst                                                                                             | Powerhouse Animation Studios, Inc. | Nomination     |
| The Importance of Paying Attention: Teeth                                                           | Bill Plympton Studio               | Nomination     |
| Lily & the Snowman                                                                                  | Hornet                             | Nomination     |
| Bande-annonce de Lego Star Wars : Le Réveil de la Force (LEGO Star Wars: The Force Awakens Trailer) | Plastic Wax                        | Nomination     |
| Loteria 'Night Shift'                                                                               | Passion Pictures Ltd               | Lauréat        |

#### Meilleure production animée de jeunesse à la télévision
| Nom                                    | Épisode                   | Production                                                 | Résultat final |
| -------------------------------------- | ------------------------- | ---------------------------------------------------------- | -------------- |
| Adventure Time                         | « Bad Jubies »            | Bix Pix Entertainment, Cartoon Network, Frederator Studios | Lauréat        |
| Voltron: Legendary Defender            | Return of the Gladiator   | DreamWorks Animation                                       | Nomination     |
| Elena d'Avalor                         | Le Jour du souvenir       | Disney Television Animation                                | Nomination     |
| Tortues Ninja : La Nouvelle Génération | Trans-Dimensional Turtles | Nickelodeon                                                | Nomination     |
| Wander Over Yonder                     | My Fair Hatey             | Disney Television Animation                                | Nomination     |

#### Meilleure production animée grand public de jeunesse préscolaire à la télévision
| Nom                     | Épisode                           | Production                                     | Résultat final |
| ----------------------- | --------------------------------- | ---------------------------------------------- | -------------- |
| Ask the StoryBots (en)  | Why Do I Have to Brush My Teeth?  | JibJab Bros. Studios (pour Netflix)            | Nomination     |
| Peg + Cat               | The Disappearing Art – Problem    | The Fred Rogers Company (en)/9ate7 Productions | Nomination     |
| Puffin Rock (en)        | 59 : The First Snow               | Cartoon Saloon, Dog Ears, Penguin Random House | Nomination     |
| The Stinky & Dirty Show | Squeak                            | Amazon Studios et Brown Bag Films (en)         | Nomination     |
| Tumble Leaf             | Mighty Mud Movers / Having a Ball | Amazon Studios et Bix Pix Entertainment        | Lauréat        |

#### Meilleure production animée grand public à la télévision
| Nom               | Épisode                     | Production                                                   | Résultat final |
| ----------------- | --------------------------- | ------------------------------------------------------------ | -------------- |
| Bob's Burgers     | Glued, Where's My Bob? (en) | Bento Box Entertainment                                      | Lauréat        |
| BoJack Horseman   | Fish Out Of Water           | Tornante Productions, LLC (pour Netflix)                     | Nomination     |
| Royal !           | Punk Show                   | Cartoon Network Studios                                      | Nomination     |
| Les Simpson       | Barthood                    | Gracie Films en association avec 20th Century Fox Television | Nomination     |
| The Venture Bros. | Hostile Makeover            | Titmouse, Inc.                                               | Nomination     |

#### Meilleur film étudiant
| Nom                        | Production                      | Résultat final |
| -------------------------- | ------------------------------- | -------------- |
| The Abyss                  | Liying Huang                    | Nomination     |
| Citipati                   | Filmakademie Baden-Wuerttemberg | Lauréat        |
| FISHWITCH                  | Adrienne Dowling                | Nomination     |
| Twiddly Things             | Adara Todd                      | Nomination     |
| The Wrong End of the Stick | Terri Matthews                  | Nomination     |

### Récompenses individuelles
Les listes suivantes sont classées par ordre alphabétique du nom de famille du premier récipiendaire de la ligne. Le titre de chaque liste correspond à la traduction en français du nom complet du prix. Si le nom de l'œuvre existe en français, alors c'est la traduction du titre qui est affichée.

#### Effets d'animation dans une production animée
| Récipiendaire⋅s                                                                       | Nom de l'œuvre                       | Production                                       | Résultat final |
| ------------------------------------------------------------------------------------- | ------------------------------------ | ------------------------------------------------ | -------------- |
| David Horsley, Eric Wachtman, Timur Khodzhaev, Daniel Leatherdale et Terrance Tomberg | Kubo et l'Armure magique             | Laika                                            | Nomination     |
| Mouloud Oussid                                                                        | La Tortue rouge                      | Studio Ghibli, Wild Bunch et Why Not Productions | Nomination     |
| Matt Titus, Jeff Budsberg, Carl Hooper, Louis Flores et Jason Mayer                   | Kung Fu Panda 3                      | DreamWorks Animation                             | Nomination     |
| Marlon West, Erin V. Ramos, Blair Pierpont, Ian J. Coony et John M. Kosnik            | Vaiana : La Légende du bout du monde | Walt Disney Animation Studios                    | Lauréat        |
| Thom Wickes, Henrik Fält, Dong Joo Byun, Rattanin Sirinaruemarn et Sam Klock          | Zootopie                             | Walt Disney Animation Studios                    | Nomination     |

#### Meilleurs effets d'animation dans une production en prise de vues réelles
| Récipiendaires                                                                    | Nom de l'œuvre            | Production                                   | Résultat final |
| --------------------------------------------------------------------------------- | ------------------------- | -------------------------------------------- | -------------- |
| Terry Bannon, Nicholas Tripodi, Daniel Fotheringham, Matt Weaver et Julien Boudou | SOS Fantômes              | Iloura                                       | Nomination     |
| Raul Essig, Mark Chataway, George Kuruvilla et Mihai Cioroba                      | Deepwater                 | The Rig – Lionsgate                          | Nomination     |
| John Hansen, George Kuruvilla, Alexis Hall, Gordon Chapman et Ben O’Brien         | Warcraft: Le commencement | Magic – Legendary/Universal                  | Nomination     |
| Georg Kaltenbrunner, Michael Marcuzzi, Thomas Bevan, Andrew Graham et Jihyun Yoon | Doctor Strange            | Mirror Dimension – Marvel Studios            | Lauréat        |
| Gary Boyle, David Caeiro Cebrián, Ben Folkman, Luke Millar et Claude Schitter     | Le Bon Gros Géant         | Amblin Entertainment et Walt Disney Pictures | Nomination     |

#### Animation des personnages dans une production animée à la télévision
Cette récompense concerne des téléfilms et des épisodes de séries.
| Récipiendaire | Nom de l'œuvre      | Épisode (si applicable)                                | Production                                          | Résultat final |
| ------------- | ------------------- | ------------------------------------------------------ | --------------------------------------------------- | -------------- |
| Mike Chaffe   | Chasseurs de trolls | L'Amulette de Merlin, première partie                  | DreamWorks Animation                                | Lauréat        |
| Joe Heinen    | Tumble Leaf         | Mighty Mud Movers / Having A Ball                      | Amazon Studios et Bix Pix Entertainment             | Nomination     |
| Barry Kennedy | Atomic Puppet       |                                                        | Mercury Filmworks, Gaumont Animation et Technicolor | Nomination     |
| Dan MacKenzie | Tumble Leaf         | Thinking Outside The Hoop / Fig's Hay- Maze-ing Wander | Amazon Studios et Bix Pix Entertainment             | Nomination     |
| Rob Thomson   | The Snowy Day       |                                                        | Amazon Studios and Karrot Entertainment             | Nomination     |

#### Animation des personnages dans une production de long-métrage
| Récipiendaire      | Nom de l'œuvre           | Production                    | Résultat final |
| ------------------ | ------------------------ | ----------------------------- | -------------- |
| Ludovic Bouancheau | Kung Fu Panda 3          | DreamWorks Animation          | Nomination     |
| Dave Hardin        | Zootopie                 | Walt Disney Animation Studios | Nomination     |
| Jan-Erik Maas      | Kubo et l'Armure magique | Laika                         | Lauréat        |
| Erick Oh           | Le Monde de Dory         | Pixar Animation Studios       | Nomination     |
| Chad Sellers       | Zootopie                 | Walt Disney Animation Studios | Nomination     |

#### Animation des personnages dans une production en prises de vues réelles
| Récipiendaires                                                                         | Nom de l'œuvre                                                      | Production           | Résultat final |
| -------------------------------------------------------------------------------------- | ------------------------------------------------------------------- | -------------------- | -------------- |
| Hal Hickel, Jee Young Park, Kai-Hua Lan, Cedric Lo et KimHuat Ooi (Orcs)               | Warcraft : Le Commencement                                          | Legendary/Universal  | Nomination     |
| Andrew R. Jones, Peta Bayley, Gabriele Zucchelli et Benjamin Jones                     | Le Livre de la jungle                                               | Walt Disney Pictures | Lauréat        |
| Andrew R. Jones, Paul Story, Dennis Yoo, Eteuati Tema et Andrei Coval                  | Le Livre de la jungle                                               | Walt Disney Pictures | Nomination     |
| Steve Rawlins, Ebrahim Jahromi, Cedric Lo, Stephen King et Yair Gutierrez (Spider-Man) | Captain America: Civil War                                          | Marvel Studios       | Nomination     |
| Nicholas Tripodi, Dean Elliott, James Hollingworth et Matt Weaver                      | Game of Thrones – La Bataille des bâtards (en) – Saison 6 épisode 9 | Home Box Office      | Nomination     |

#### Animation des personnages dans un jeu vidéo
| Récipiendaire⋅s                                                                     | Nom de l'œuvre                             | Production            | Résultat final |
| ----------------------------------------------------------------------------------- | ------------------------------------------ | --------------------- | -------------- |
| Sebastian Kalemba                                                                   | The Witcher 3: Wild Hunt – Expansion Packs | CD Projekt            | Nomination     |
| Lucio Mennillo, Martine Quesnel, Alexandre Cheff, Laura Gorrie et Guillaume Charrin | Teenage Mutant Ninja Turtles: Legends      | Ludia Inc.            | Nomination     |
| Ranon Sarono, Shawn Wilson, Mark Grigsby, Paul Messerly et Moy Parra                | Titanfall 2                                | Respawn Entertainment | Nomination     |
| Jeremy Yates, Almudena Soria, Eric Baldwin, Paul Davies, Tom Bland                  | Uncharted 4: A Thief's End                 | Naughty Dog           | Lauréat        |

#### Conception des personnages dans une production animée à la télévision
Cette récompense concerne des téléfilms et des épisodes de séries.
| Récipiendaire⋅s                                   | Nom de l'œuvre               | Épisode (si applicable)    | Production                             | Résultat final |
| ------------------------------------------------- | ---------------------------- | -------------------------- | -------------------------------------- | -------------- |
| Benjamin Balistreri                               | Wander                       | The Night Out              | Disney Television Animation            | Nomination     |
| Raphaël Chabassol                                 | Counterfeit Cat              | 28 Seconds Later           | Tricon Kids & Family et Wildseed Kids  | Nomination     |
| Robin Davey                                       | Rain or Shine                |                            | Google Spotlight Stories/Nexus Studios | Nomination     |
| Victor Maldonado, Alfredo Torres et Jules Rigolle | Chasseurs de trolls          | Win, Lose or Draal         | DreamWorks Animation                   | Lauréat        |
| Jennifer Wood                                     | Cochon Chèvre Banane Criquet | It's Time to Slumber Party | Nickelodeon                            | Nomination     |

#### Conception des personnages dans un long-métrage d'animation
| Récipiendaire⋅s           | Nom de l'œuvre                       | Production                    | Résultat final |
| ------------------------- | ------------------------------------ | ----------------------------- | -------------- |
| Éric Guillon              | Comme des bêtes                      | Illumination Entertainment    | Nomination     |
| Tim Lamb et Craig Kellman | Les Trolls                           | DreamWorks Animation          | Nomination     |
| Cory Loftis               | Zootopie                             | Walt Disney Animation Studios | Lauréat        |
| Bill Schwab et Jin Kim    | Vaiana : La Légende du bout du monde | Walt Disney Animation Studios | Nomination     |
| Shannon Tindle            | Kubo et l'Armure magique             | Laika                         | Nomination     |

#### Réalisation dans une production animée à la télévision
Cette récompense concerne des téléfilms et des épisodes de séries.
| Récipiendaire⋅s                                | Nom de l'œuvre             | Épisode (si applicable)   | Production                                 | Résultat final |
| ---------------------------------------------- | -------------------------- | ------------------------- | ------------------------------------------ | -------------- |
| David Feiss                                    | Les Rebelles de la forêt 4 | Open Season: Scared Silly | Sony Pictures Animation                    | Nomination     |
| Kirsten Lepore                                 | Adventure Time             | Bad Jubies                | Cartoon Network Studios                    | Nomination     |
| Patrick Osborne                                | Pearl                      |                           | Google Spotlight Stories/Evil Eye Pictures | Lauréat        |
| Dave Thomas, Eddie Trigueros et Justin Nichols | Wander                     | My Fair Hatey             | Disney Television Animation                | Nomination     |
| Saschka Unseld                                 | A Love Story               |                           | Passion Pictures (en)                      | Nomination     |

#### Réalisation dans un long-métrage d'animation
| Récipiendaire⋅s            | Nom de l'œuvre           | Production                                                     | Résultat final |
| -------------------------- | ------------------------ | -------------------------------------------------------------- | -------------- |
| Claude Barras              | Ma vie de Courgette      | Rita Productions, Blue Spirit Productions, Gebeka Films et KNM | Nomination     |
| Michael Dudok de Wit       | La Tortue rouge          | Studio Ghibli, Wild Bunch et Why Not Productions               | Nomination     |
| Byron Howard et Rich Moore | Zootopie                 | Walt Disney Animation Studios                                  | Lauréat        |
| Travis Knight              | Kubo et l'Armure magique | Laika                                                          | Nomination     |
| Makoto Shinkai             | Your Name.               | CoMix Wave Films                                               | Nomination     |

#### Musique dans une production animée à la télévision
Cette récompense concerne des téléfilms et des épisodes de séries.
| Récipiendaire⋅s                            | Nom de l'œuvre      | Épisode (si applicable)               | Production                                 | Résultat final |
| ------------------------------------------ | ------------------- | ------------------------------------- | ------------------------------------------ | -------------- |
| Loren Bouchard et John Dylan Keith         | Bob's Burgers       | Glued, Where's My Bob?                | Bento Box Entertainment                    | Nomination     |
| Alexandre Desplat et Tim Davies            | Chasseurs de trolls | L'Amulette de Merlin, première partie | DreamWorks Animation                       | Nomination     |
| Kevin Kiner                                | Star Wars Rebels    | #2–24: Twilight of the Apprentice     | Lucasfilm Ltd. / Disney XD                 | Nomination     |
| Scot Stafford, Alexis Harte and JJ Wiesler | Pearl               |                                       | Google Spotlight Stories/Evil Eye Pictures | Lauréat        |
| Christopher Willis                         | Mickey Mouse        | Dancevidaniya                         | Disney Television Animation                | Nomination     |

#### Musique dans un long-métrage d'animation
| Récipiendaire⋅s                                          | Nom de l'œuvre                            | Production                                       | Résultat final |
| -------------------------------------------------------- | ----------------------------------------- | ------------------------------------------------ | -------------- |
| Kristopher Carter, Lolita Ritmanis et Michael McCuistion | Batman : Le Retour des justiciers masqués | Warner Bros. Animation                           | Nomination     |
| Alexandre Desplat                                        | Comme des bêtes                           | Illumination Entertainment                       | Nomination     |
| Laurent Perez del Mar                                    | La Tortue rouge                           | Studio Ghibli, Wild Bunch et Why Not Productions | Nomination     |
| Joby Talbot                                              | Sing                                      | Illumination Entertainment                       | Nomination     |
| Hans Zimmer, Richard Harvey et Camille                   | Le Petit Prince                           | Netflix et On Animation Studios                  | Lauréat        |

#### Décors dans une production animée à la télévision
Cette récompense concerne des téléfilms et des épisodes de séries.
| Récipiendaire⋅s                                        | Nom de l'œuvre                   | Épisode (si applicable)                               | Production                                                   | Résultat final |
| ------------------------------------------------------ | -------------------------------- | ----------------------------------------------------- | ------------------------------------------------------------ | -------------- |
| Lily Bernard                                           | Puffin Rock (en)                 | The First Snow – Cartoon Saloon, Dog Ears and Penguin | Netflix                                                      | Nomination     |
| Tuna Bora                                              | Pearl                            |                                                       | Google Spotlight Stories/Evil Eye Pictures                   | Lauréat        |
| Kevin Dart, Sylvia Liu, Chris Turnham et Eastwood Wong | Le Show de M. Peabody et Sherman | The Wrath of Hughes                                   | DreamWorks Animation                                         | Nomination     |
| Robin Davey                                            | Rain or Shine                    |                                                       | Google Spotlight Stories/Nexus Studios                       | Nomination     |
| Jason Kolowski                                         | Adventure Time                   | Bad Jubies                                            | Bix Pix Entertainment, Cartoon Network et Frederator Studios | Nomination     |

#### Décors dans un long-métrage d'animation
| Récipiendaire⋅s                                          | Nom de l'œuvre           | Production                     | Résultat final |
| -------------------------------------------------------- | ------------------------ | ------------------------------ | -------------- |
| Kendal Cronkhite et Tim Lamb                             | Trolls                   | DreamWorks Animation           | Nomination     |
| David Goetz et Matthias Lechner                          | Zootopie                 | Walt Disney Animation Studios  | Nomination     |
| Nelson Lowry, Trevor Dalmer, August Hall et Ean McNamara | Kubo et l'Armure magique | Laika                          | Nomination     |
| Lou Romano, Alexander Juhasz et Celine Desrumaux         | Le Petit Prince          | Netflix et On Animation Studio | Nomination     |
| Raymond Zibach et Max Boas                               | Kung Fu Panda 3          | DreamWorks Animation           | Lauréat        |

#### Storyboard dans une production animée à la télévision
Cette récompense concerne des téléfilms et des épisodes de séries.
| Récipiendaire⋅s             | Nom de l'œuvre              | Épisode (si applicable) | Production                                          | Résultat final |
| --------------------------- | --------------------------- | ----------------------- | --------------------------------------------------- | -------------- |
| Ben Juwono                  | Les Aventures du Chat potté | Prey Time               | DreamWorks Animation                                | Nomination     |
| Kyle Marshall               | Atomic Puppet               | Sick Day                | Mercury Filmworks, Gaumont Animation et Technicolor | Nomination     |
| Dan Povenmire et Kyle Menke | La Loi de Milo Murphy       | Going the Extra Milo    | Disney Television Animation                         | Nomination     |
| Hyunjoo Song                | Chasseurs de trolls         | Win, Lose or Draal      | DreamWorks Animation                                | Lauréat        |
| Heiko Von Drengenberg       | Mickey Mouse                | Road Hogs               | Disney Television Animation                         | Nomination     |

#### Storyboard dans un long-métrage d'animation
| Récipiendaire    | Nom de l'œuvre                       | Production                    | Résultat final |
| ---------------- | ------------------------------------ | ----------------------------- | -------------- |
| Mark Garcia      | Kubo et l'Armure magique             | Laika                         | Nomination     |
| Trevor Jimenez   | Le Monde de Dory                     | Pixar Animation Studios       | Nomination     |
| Normand Lemay    | Vaiana : La Légende du bout du monde | Walt Disney Animation Studios | Nomination     |
| Claire Morrissey | Les Trolls                           | DreamWorks Animation          | Nomination     |
| Dean Wellins     | Zootopie                             | Walt Disney Animation Studios | Lauréat        |

#### Jeu de doublage dans une production animée à la télévision
Cette récompense concerne des téléfilms et des épisodes de séries.
| Récipiendaire               | Personnage    | Nom de l'œuvre                   | Épisode (si applicable)                            | Production                                   | Résultat final |
| --------------------------- | ------------- | -------------------------------- | -------------------------------------------------- | -------------------------------------------- | -------------- |
| Carlos Alazraqui            | Ponce de León | Le Show de M. Peabody et Sherman | Ponce de León                                      | DreamWorks Animation                         | Lauréat        |
| Alison Brie                 | Diane Nguyen  | BoJack Horseman                  | Multiple Episodes                                  | Tornante Productions, LLC (en) pour Netflix  | Nomination     |
| Leslie Carrara-Rudolph (en) | Bubbles       | Splash and Bubbles               | #102 "I Only Have Eyespots for You/Double Bubbles" | The Jim Henson Company and Herschend Studios | Nomination     |
| Lars Mikkelsen              | Thrawn        | Star Wars Rebels                 | #3-05: "Hera's Heroes"                             | Lucasfilm Ltd. / Disney XD                   | Nomination     |
| Will Townsend               | Mr. Weenie    | Les Rebelles de la forêt 4       | Open Season: Scared Silly                          | Sony Pictures Animation                      | Nomination     |

#### Jeu de doublage dans un long-métrage d'animation
| Récipiendaire⋅s | Personnage | Nom de l'œuvre                       | Production                    | Résultat final |
| --------------- | ---------- | ------------------------------------ | ----------------------------- | -------------- |
| Jason Bateman   | Nick Wilde | Zootopie                             | Walt Disney Animation Studios | Lauréat        |
| Auli'i Cravalho | Vaiana     | Vaiana : La Légende du bout du monde | Walt Disney Animation Studios | Lauréat        |
| Katie Crown     | Tulip      | Storks                               | Warner Animation Group        | Nomination     |
| Zooey Deschanel | Bridget    | Les Trolls                           | DreamWorks Animation          | Nomination     |
| Art Parkinson   | Kubo       | Kubo et l'Armure magique             | Laika                         | Nomination     |

#### Scénario dans une production animée à la télévision
Cette récompense concerne des téléfilms et des épisodes de séries.
| Récipiendaire⋅s                                                      | Nom de l'œuvre             | Épisode (si applicable)                       | Production                                                   | Résultat final |
| -------------------------------------------------------------------- | -------------------------- | --------------------------------------------- | ------------------------------------------------------------ | -------------- |
| Dan Greaney                                                          | Les Simpson                | Barthood                                      | Gracie Films en association avec 20th Century Fox Television | Nomination     |
| Rob LaZebnik                                                         | Les Simpson                | The Burns Cage                                | Gracie Films en association avec 20th Century Fox Television | Nomination     |
| Lizzie Molyneux et Wendy Molyneux                                    | Bob's Burgers              | The Hormone-iums                              | Bento Box Entertainment                                      | Lauréat        |
| Davey Moore                                                          | Puffin Rock (en)           | The First Snow – Episode: 59 "Cartoon Saloon" | Dog Ears et Penguin Random House                             | Nomination     |
| Shion Takeuchi, Mark Rizzo, Jeff Rowe, Josh Weinstein et Alex Hirsch | Souvenirs de Gravity Falls | Weirdmageddon 3: Take Back The Falls (en)     | Disney TV Animation                                          | Nomination     |

#### Scénario dans un long-métrage d'animation
| Récipiendaire⋅s                        | Nom de l'œuvre           | Production                                                     | Résultat final |
| -------------------------------------- | ------------------------ | -------------------------------------------------------------- | -------------- |
| Jared Bush et Phil Johnston            | Zootopie                 | Walt Disney Animation Studios                                  | Lauréat        |
| Michael Dudok de Wit et Pascale Ferran | La Tortue rouge          | Studio Ghibli, Wild Bunch et Why Not Productions               | Nomination     |
| Marc Haimes et Chris Butler            | Kubo et l'Armure magique | Laika                                                          | Nomination     |
| Céline Sciamma                         | My Life as a Zucchini    | Rita Productions, Blue Spirit Productions, Gebeka Films et KNM | Nomination     |

#### Accomplissement remarquable, Montage dans une production animée à la télévision
Cette récompense concerne des téléfilms et des épisodes de séries.
| Récipiendaire⋅s                                               | Nom de l'œuvre                | Épisode (si applicable)                   | Production                  | Résultat final |
| ------------------------------------------------------------- | ----------------------------- | ----------------------------------------- | --------------------------- | -------------- |
| David Craig et Jeff Adams                                     | Roi Julian ! L'Élu des lémurs | King Julien Superstar!                    | DreamWorks Animation        | Nomination     |
| Joe E. Elwood et Alex McDonnell                               | Star Wars Rebels              | #2–24: "Twilight of the Apprentice"       | Lucasfilm Ltd. / Disney XD  | Nomination     |
| Kevin Locarro, Andrew Sorcini, Nancy Frazen et Tony Mizgalski | Souvenirs de Gravity Falls    | Weirdmageddon 3: Take Back The Falls (en) | Disney Television Animation | Nomination     |
| Illya Owens                                                   | Mickey Mouse                  | Sock Burglar                              | Disney Television Animation | Lauréat        |
| Mark Seymour, Chuck Smith and Eric Davidson                   | Bob's Burgers                 | Sea Me Now                                | Bento Box Entertainment     | Nomination     |

#### Accomplissement remarquable, Montage dans un long-métrage d'animation
| Récipiendaire⋅s                  | Nom de l'œuvre                       | Production                              | Résultat final |
| -------------------------------- | ------------------------------------ | --------------------------------------- | -------------- |
| Jeff Draheim                     | Vaiana : La Légende du bout du monde | Walt Disney Animation Studios           | Nomination     |
| Nazim Meslem                     | Avril et le Monde truqué             | Je Suis Bien Content et Studiocanal     | Nomination     |
| Christopher Murrie               | Kubo et l'Armure magique             | Laika                                   | Lauréat        |
| Kevin Pavlovic                   | Sausage Party                        | Columbia Pictures et Annapurna Pictures | Nomination     |
| Fabienne Rawley et Jeremy Milton | Zootopie                             | Walt Disney Animation Studios           | Nomination     |

### Récompenses spéciales
| Winsor McCay Award                                                                                                  |
| --- |
| Dale Baer, Caroline Leaf et Mamoru Oshii pour leurs contributions professionnelles à l'art de l'animation           |
| June Foray Award |
| Bill & Sue Kroyer pour son impact significatif et bienveillant ou caritatif sur l'art et l'industrie de l'animation |
| Ub Iwerks Award |
| Plateforme de réalité virtuelle Google Spotlight’s pour le progrès technique dans l'art de l'animation              |
| Prix pour réalisations exceptionnelles (Special Achievement Award)                                                  |
| Life, Animated |
| Certificate of Merit                                                                                                |
| Leslie Ezeh et Gary Perkovac                                                                                        |